# Lysastrosoma anthosticta
Lysastrosoma anthosticta är en sjöstjärneart som beskrevs av Fisher 1922. Lysastrosoma anthosticta ingår i släktet Lysastrosoma och familjen Pycnopodiidae.

## Underarter
Arten delas in i följande underarter:
- L. a. crassispina
- L. a. anthosticta